# Papa Joan XIV
|  | Per a altres significats, vegeu «Joan XIV d'Alexandria». |

Joan XIV, nascut Pietro Canepanova (Pavia, ? – Roma, 20 d'agost de 984), va ser el 136è papa de l'Església Catòlica des del 983 fins a la seva mort. Va ser el primer Papa llombard.

## Biografia

### Orígens i carrera eclesiàstica
Pietro Canepanova va néixer a Pavia, i abans de la seva ascensió al tron papal va ser bisbe de la seva ciutat natal des del 971 i arxicanceller imperial d'Otó II. Afavorit pels otonians, especialment per l'esposa d'Otó II, la princesa romana d'Orient Teòfano, el futur Joan XIV va tenir una ràpida carrera eclesiàstica que el va veure, a més de convertir-se en bisbe de Pavia, també en un exponent de la cort imperial alemanya, on va romandre el juny del 980.

### Bisbe de Pavia
No se sap gaire cosa de l'episcopat de Pere a Pavia, que va durar del 971 al 983, excepte que va obtenir nombrosos privilegis per a la seva seu i que va intentar tenir cura d'alguns monestirs de la diòcesi, però els va situar sota la dependència directa del papat, xocant amb aquest últim.  Per la resta, a causa dels seus constants viatges, Pere probablement no va tenir temps per dedicar-se a una activitat pastoral real .

### El pontificat

#### Elecció i canvi de nom

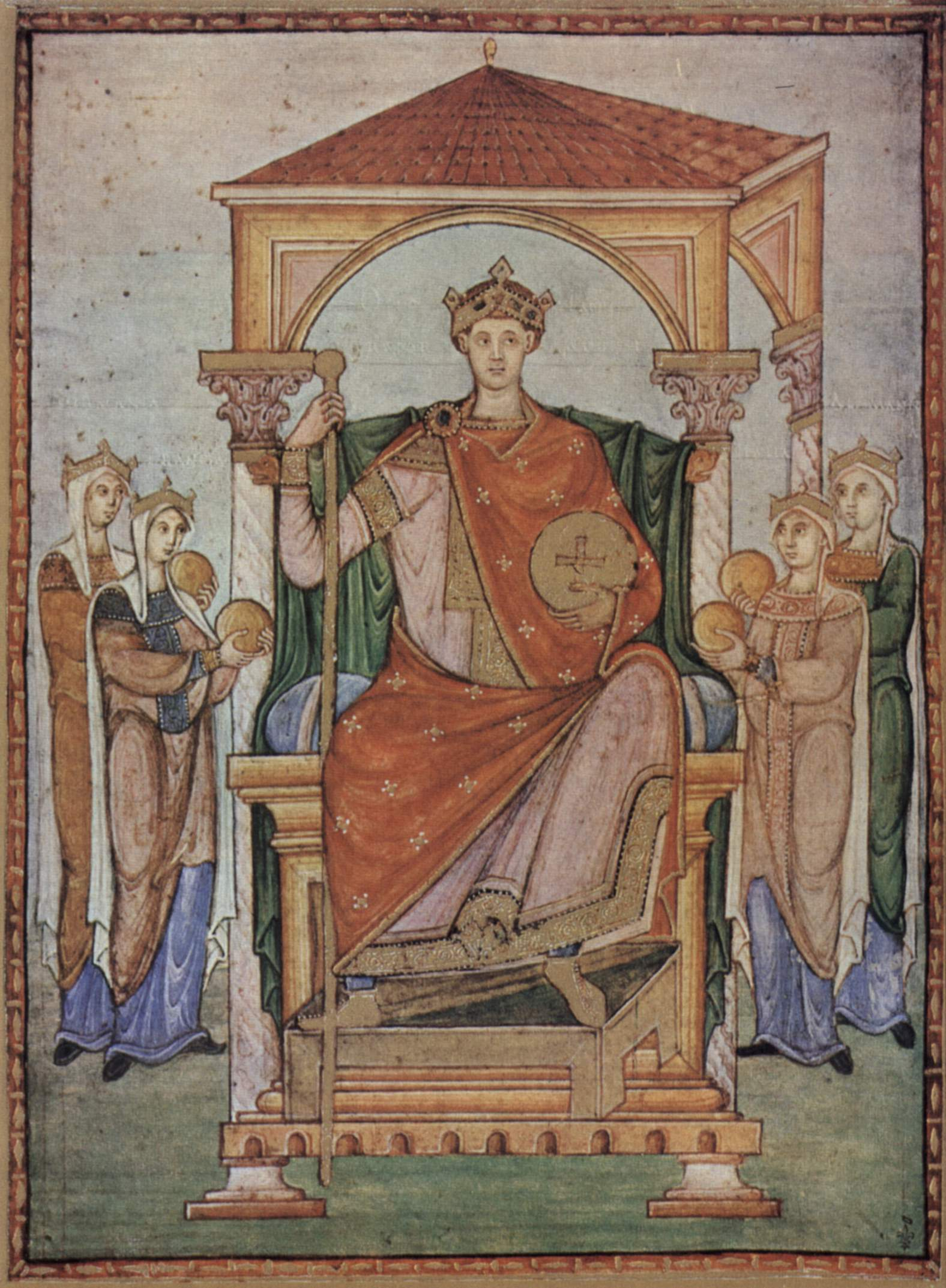
Mestre del Registrum Gregorii, Otó II amb els símbols de les quatre parts del seu imperi, pergamí, vers 985, Musée Condé, Chantilly, França.

Després que la dinastia otoniana restaurés una sòlida autoritat imperial, les eleccions papals van ser fruit de la voluntat de l'emperador de col·locar el seu propi candidat al tron petrí. Després de la mort de Benet VII (novembre de 983), Otó II va pensar en Majolus, abat de Cluny, un home reconegut per la seva santedat; però com que aquest últim va rebutjar una dignitat espiritual tan alta, l'emperador alemany va fer que la seva elecció recaigués sobre el seu arxicanceller, en el moment del seu nomenament com a cardenal diaca. Presumiblement, el nomenament va tenir lloc al novembre, però els primers actes del seu pontificat es registren a partir del mes següent.
Com que el seu nom original era Pere, Canepanova va decidir canviar-lo com a signe d'humilitat per evitar ser connectat amb el mateix Sant Pere. Després de Joan II (Mercuri), Joan III (Catelino) i Joan XII (Octavià), va ser el quart dels pontífexs a canviar-se el nom.

#### Nomenament de cardenals
Durant el seu pontificat, el papa Joan XIV només va nomenar un cardenal: Giovanni, nomenat cardenal bisbe de Sabina.ç

### La mort d'Otó II i la caiguda
Otó II, però, va morir molt poc després de l'elecció del pontífex, el 7 de desembre, mentre encara era a Roma, a la molt jove edat de 28 anys, després d'haver rebut la comunió del mateix pontífex. La família imperial, encapçalada per la vídua Theophanu com a regent del seu fill Otó, de tres anys , va decidir tornar a Alemanya , on havien de repel·lir l'amenaça al tron representada per Enric, duc de Baviera.

#### El retorn de Bonifaci VII i la mort
Sense la protecció de l'emperador, Joan XIV no va poder fer res contra les famílies més poderoses de Roma, que no tenien cap aliança amb aquest representant de l'emperador. Per tant, els Crescenzi, liderats per Giovanni Crescenzi II anomenat "Nomentano", un exponent destacat de la facció pro-romana d'Orient a Roma, van fer tornar Francone di Ferruccio (és a dir, l'antipapa Bonifaci VII) de Constantinoble amb el suport de l'emperador romà d'Orient, Basili II Bulgaròcton, hostil a l'Imperi Alemany a causa de la seva política expansionista al Sud.
Per tant, Bonifaci VII, que va tornar a Roma a la primavera del 984, va ser reinstaurat com a pontífex pels seus partidaris i, a l'abril, en un sínode convocat per l'antipapa, Joan va ser deposat i empresonat al Castel Sant'Angelo, on va morir quatre mesos després, de fam o enverinament, exactament el 20 d'agost.

### L'ultratge al cadàver i l'enterrament
El Liber pontificalis també informa sobre el tracte inhumà reservat al papa deposat després de la seva mort:

| Qui mort sobtada interiit, et in tanto eum hodio habuerunt sui ut post mortem eius cedent eum et lanceis vulnerarent atque per pedes traherent nudato corpore usque in Campum, ante caballum Constantini, ibique proiecerunt eum atque dimiserunt. Ubi mane venientes clerici et videntes eum ita turpiter et cum dedecore iacentem, cesum et lanceatum, collegerunt et sepelierunt. | "Joan va morir ràpidament, i [els seus enemics] el van odiar tant que després de la seva mort el van agafar, el van ferir amb llances i el van conduir pels peus, completament nu, al Capitoli, davant del cavall de Constantí, i allà el van abandonar. Quan, al matí, uns clergues van venir i el van veure estirat d'una manera tan vergonyosa i indecent, ferit i traspassat per llances, el van recollir i el van enterrar." |
Va ser enterrat a Sant Pere, probablement després de l'interregne de l'antipapa Bonifaci VII.

## Papa Joan XIV bis
Al llarg dels segles, s'ha argumentat que entre l'elecció de Joan XIV i la de Joan XV hi va haver un cardenal diaca anomenat Joan que es va fer coronar pontífex en oposició a l'antipapa Bonifaci VII. Fruit d'un error del Liber pontificalis i dels historiadors Mariano Scoto i Goffredo da Viterbo,  Joan XIV bis està avui exclòs de la llista de pontífexs de l'Annuario pontificio.